# 부안 개암사 응진전 16나한상
부안 개암사 응진전 16나한상(扶安 開巖寺 應眞殿 16羅漢像)은 전북특별자치도 부안군 개암사 응진전에 있는 16구의 나한상이다. 2000년 3월 31일 전라북도의 유형문화재 제179호로 지정되었다.

## 개요
부처님의 제자 중에서 불교의 정법을 지키기로 맹세한 열 여섯분을 조각한 이 불상은, 조선 숙종 3년(1677년)에 조성한 것으로, 17세기 불상의 특징을 잘 나타내 주는 작품이다. 중앙에는 석가모니를 중심으로 아난존자와 가섭존자를 봉안하였으며, 그 좌우로 금강경, 새끼호랑이, 염주, 경전 등을 들고 다양한 자세를 취한 나한들을 배치하였다. 나한들은 각이 진턱에 넓적한 머리의 모습 등 강인한 인상을 준다. 나한의 크기는 대략 92cm에서 98cm 사이이다. 옷은 최근에 색칠을 다시 한 것이다.

## 참고 자료
- 개암사응진전16나한상 - 국가유산청 국가유산포털